# 루차노 카스텔리니
루차노 카스텔리니(이탈리아어: Luciano Castellini luˈtʃaːno kastelˈliːni[*], 1945년 12월 12일, 롬바르디아 주 밀라노 ~)는 이탈리아의 전 축구 감독이자 선수로, 현역 시절 골키퍼로 활약했다.

## 클럽 경력
카스텔리니는 밀라노 출신이다. 현역 시절, 그는 몬차(1965–1970)에서 활약하며 1966–67 시즌에 세리에 C를 우승하고 세리에 B 승격을 이룩했다. 그는 토리노(1970–1978)에 입단해 1-0으로 이긴 테르나나와의 원정 경기에서 처음으로 세리에 A 무대를 밟았다.그는 토리노에 머물면서 1971년에 코파 이탈리아를 들어올렸고, 1975–76 시즌에는 세리에 A 우승을 거두었고, 8년을 피에몬테 연고 구단에서 머물며 201번의 세리에 A 경기에 출전했고, 모든 대회를 통틀어서는 267번의 경기에 출전했다.

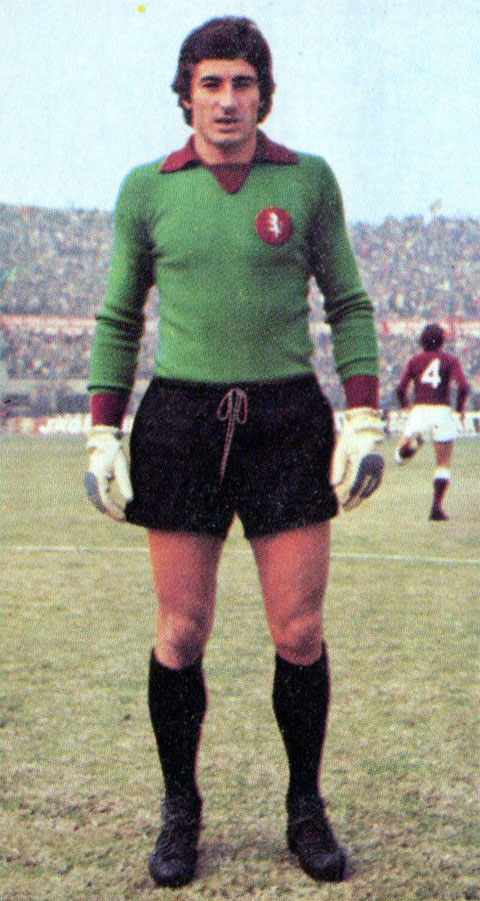
1974–75 시즌, 토리노의 카스텔리니

그는 나폴리(1978–1985)에서 7년을 더 활약하며 세리에 A 203번의 경기에 출전하고 은퇴했다. 그는 세리에 A에서 도합 404번의 경기에 출전했고, 그는 2개의 다른 구단에서 각각 200경기 이상씩 출전한 몇 안되는 선수로, 그는 토리노와 나폴리에서 모두 200경기 넘는 경기에 출전했다. 카스텔리니는 나폴리에서의 3년차에 무려 531분 동안 무실점으로 틀어막아 590분 무실점 기록을 세운 디노 초프에 이어 역대 최장 시간 무실점 2위의 기록을 세웠다.

## 국가대표팀 경력
카스텔리니는 1974년 월드컵에 이탈리아 국가대표팀 선수단에 이름을 올렸다. 그는 디노 초프와 엔리코 알베르토시를 대신할 예비 선수로 동행했고, 그에 따라 대회 본선에 출전 기회가 없었다. 1977년 1월 26일, 그는 2-1로 이긴 벨기에와의 경기에서 교체로 들어가 1번밖에 없는 본인 일생의 국가대표팀 경기를 경험했다.

## 감독 경력
1997년, 그는 로이 호지슨 감독의 해임으로 공석이 된 인테르나치오날레를 남은 세리에 A 2경기 동안 지휘했고, 밀라노 연고 구단이 세리에 A를 3위로 마감케 했다. 그는 이후 이탈리아 U-21 국가대표팀의 감독진으로 활동했고, 1989년부터 인테르나치오날레 유소년부의 골키퍼 코치와 스카우터를 역임하기도 했다.

## 경기 방식
카스텔리니는 민첩하고, 용감하며, 유연하고, 운동 신경이 뛰어난 골키퍼로, 반사 신경과, 신체 조건을 이용한 공중 경합에 능했다. 그는 방어선에서 쇄도할 때의 순발력은 물론, 문전 밖으로 공을 쳐내는 데에도 일가견이 있었다. 토리노 시절, 지지자들이 붙인 그의 별칭은 뛰어들어 선방하는 방식에서 착안한 "재규어"였다. 당대 최상급으로 손꼽히는 이탈리아의 골키퍼였던 카스텔리니는 다수 평론가와 지지자들로부터 토리노의 최상급 골키퍼는 물론 몸담던 시절에 단 1번도 우승을 거두지 못했던 나폴리에서도 역대 최고 골키퍼로도 평가되었으며, 구에린 스포르티보지는 몇 차례 그의 활약상을 추켜세우며 리그 "최우수 골키퍼"로 수상하기도 했다.

## 수상

### 클럽
토리노
- 세리에 A: 1975–76
- 코파 이탈리아: 1970–71

몬차
- 세리에 C: 1966–67

### 개인
- 구에린 금상: 1980[8]
- 토리노 명예의 전당: 2016[9]